# めぞん一刻
『めぞん一刻』（めぞんいっこく、ラテン文字表記: Maison Ikkoku）は、高橋留美子による日本の漫画。『ビッグコミックスピリッツ』（小学館）において、創刊号である1980年11月号から1987年19号まで連載された。2007年5月時点で累計発行部数は2500万部を記録している。
「時計坂」という町にある「一刻館」という名の古いアパートの住人・五代裕作と、管理人としてやって来た若い未亡人・音無響子を中心としたラブストーリー。人よりも苦労を背負い込んでしまう世渡り下手な青年・五代裕作と、生来の鈍感さと亡き夫へ操を立てるがゆえの真面目さを合わせ持つ、美貌の管理人・音無響子の織り成す恋愛模様を描く。
1986年にはテレビアニメ化。同年10月には実写版映画が公開された。また、1988年には劇場版アニメが公開されたほか、OVAも製作された。さらに2007年にはテレビドラマ化もされた。

## 物語
非常に古い木造アパート「一刻館」に新しい管理人、音無響子がやってきた。5号室に住む浪人生の五代裕作は可憐な彼女に恋をする。うら若い未亡人の管理人と年下の下宿人、ふたりの淡い恋愛模様を中心に、個性的な人々が集う一刻館の賑やかな日常を描く。
序盤
響子は夫の惣一郎を1年前に亡くし、未だ気持ちの整理がつかないでいた。一刻館の大家である義父が彼女にこの仕事を薦めたのは、少しでも寂しさが紛れればという心遣いだった。一刻館の住み込み管理人として働き始めた響子は、多忙な毎日を過ごす。裕作の想いは知りながらも、いつも素知らぬ態度ではぐらかす。それでありながら彼がガールフレンドと親しげにしているのを見聞きするとつい、やきもちを焼いてしまう。他の住人たちは冷やかし半分、裕作の部屋に押しかけては彼の恋路の一喜一憂を酒の肴に連日宴会騒ぎをして楽しそうだ。そしてもう一人、響子はテニススクールで知り合ったコーチの三鷹瞬からも熱心なアプローチを受けるが、一向に答えは出そうにない。
中盤
歳月を重ねる中で彼らはそれぞれの岐路に立つ。大学を卒業し、就職浪人を経験した裕作は周囲の人達に助けられながら保育士を目指す。犬が大の苦手だった三鷹は犬好きの見合い相手にベタ惚れされ、ひょんな勘違いが元で彼女にプロポーズするに至る。しばらく続いた裕作―響子―三鷹の三角関係だが、徐々に響子は自らの裕作への想いに素直に向き合おうとする。
ところが、それでもすれ違いの関係は続き、裕作とのもどかしい距離を縮めて楽になりたいと考えた響子は自ら彼に体を委ねる決意まで見せるが、裕作が響子の亡き夫を意識してしまったために不調に終わる。しかしながら、すでに二人ともお互いの気持ちが確かであると自覚する段階へと達していた。一刻館で二人きりとなったその晩、ついに結ばれて共に朝を迎えた裕作に対して、ようやく響子は本当はずっと好きだったことを告白するのであった。
終盤
裕作との結婚を控え、響子は惣一郎の遺品を義父へ返すことにしたが、それは響子なりのけじめと裕作の気持ちを配慮してのことであった。遺品返却を報告するために響子は惣一郎の墓前へ赴くが、そこには偶然にも裕作がいた。惣一郎の墓前で裕作は、出会った時に既に響子は心に深く惣一郎を刻んでおり、そんな響子を自分が好きになった、だからそれゆえに、響子の惣一郎への想いをも全て含めてずっと響子を愛していくことを誓う。
その裕作の言葉を気付かれぬ場所で耳にしていた響子は、裕作と出会えたことを亡き惣一郎は喜んでくれると確信する。改めて裕作の前に立った響子には、裕作と新しい人生を歩んでいくことに迷いは無かった。惣一郎の遺品について裕作は無理に返さなくて良いと言ってくれたのだが、響子は「いいの。……これでいいの。」と毅然と言い、惣一郎の墓前で改めて裕作との出会いに感謝するのであった。
エピローグ
結婚後も裕作と響子は一刻館で暮らしている。翌年の春には長女、春香も生まれた。しばらくは共働きで、管理人の仕事も続けるつもりでいる。裕作は早々に新居を探すつもりでいたが、引っ越し代も馬鹿にならないというのが響子の言い分である。何よりここは、ふたりが初めて出会った場所なのだ。

## 作品解説

### 時代背景・場所
時代は連載と同じく進行し、1980年代の初期から後期にかけて。連載当初はアメリカ経済の行き詰まりによる輸出の停滞など不況の真最中であり、不景気というセリフが何度か出るなど描かれる世相にも浮ついた雰囲気は全くない。バブル経済下での売り手市場の就職戦線はまだ到来しておらず、「名前を出したとたんに人事担当者に急用ができる」レベルの無名大学出身の五代も就職浪人を経験することになる。
舞台は架空の時計坂という街であるが、描かれる風景は西武池袋線の東久留米駅の北口の一帯がモデルではないかと指摘されている。連載当初、作者は東久留米市に居住していた。例えば「時計坂駅」は東久留米駅の各所がモデルとなっており、同駅の特徴が見て取れる。連載当時の東久留米駅は現在の北口駅舎しかなく、原作中にみられる時計坂の描写の多くは、東久留米駅北口から徒歩数分圏内の町並みをモデルに作画されていることが愛好家らの研究 により発見されている。一刻館のモデルは、高橋が大学生時代の中野のアパートの裏にあった、大学の寮らしいと言われていた「アパート形式の変な建物」で、「割れた窓ガラスに本が差し込んであった」「玄関の上の部屋の窓には剣道の籠手と面が乾してあった」。狭い道がその建物への生活道路に接道していた通路で、高橋の部屋に面していたが「トランシーバで通路と部屋とで話していたが、大声で丸聞こえで怒鳴りあってるだけで、無線機の意味がない」など変なエピソードが続き、たたずまいは一刻館と似ている。キャラクターは全て自分で作ったもので、モデルはない。2009年8月1日の12時から17時までの5時間だけ、駅舎改築での取り壊しを前に地元商店街のイベントと連動して東久留米駅北口駅舎の駅名表示を時計坂駅に変更していた（その後2010年に駅舎は建替え）。しかし、物語が完結してからすでに30年以上経っているため、現在の町並みからその面影はわずかに確認できる程度である。なお、作者は当作品の連載中に、同じ西武線沿線の練馬区に転居しており、それと時を一にして東久留米の町並みが描かれることはほとんどなくなり、物語の初期と後期とで描写の違いが見られるようになる。中期頃の原作に郵便物で「東京都練馬…音無響子様」（61話）と描写されるシーンが登場する<。 なお、「めぞん一刻」という名前のアパートは都内に実在するが、近年大手ディベロッパーにより新築物件に命名されたアパート名であり、当作品の連載経緯とは直接関係はない。
1970年代に山本晋也監督の「未亡人下宿」シリーズと呼ばれる日活ロマンポルノの連作がヒットしたが､成人誌への連載であることから､作品の設定に何らかの影響があったのではないかと指摘する声がある。なお、作品中五代が悪友の坂本に「未亡人三本立て」を上映中の成人映画館に「お前の好きなやつ」と誘われ、怒る場面がある。
アニメ化に際して、中央・総武緩行線の列車が登場したこともある。アニメ31話では「立川」、「津田沼」の行き先を出した電車が描かれており、92話では「西船橋」の方向幕を出した電車が描かれているが、その一方で原作の舞台を走る西武線の車両も登場しており、アニメ47話では、特急レッドアローと思しき電車が時計坂駅前の踏切を通過するシーンがある。
アニメでは「都内時計坂市時計坂町1-3-10」と書かれた手紙が54話、61話に登場した（劇場版アニメ『めぞん一刻 完結篇』においては「〒177 東京都練馬区時計坂三-三-九」と記されている）。
物語は、超人的な設定や、それまで作者が得意としていたSF色を一切排し、主人公の五代と管理人の二人の視点でアパートを舞台に繰り広げられる人情ドラマであり、転居するまで他の住人の影響を強く受けざるを得ないアパートの日常を描くという内容だった。その後、恋愛物語へと方向性を修正し作者が得意とするシチュエーション・コメディとなり、すれ違いと誤解の繰り返しが各話の基本構造となっている。当時はすでに固定電話（いわゆる黒電話）が普及していたが、五代は経済的余裕がなく電話を引けず、当初は管理人室の電話で取り次ぎを依頼し、すぐに共用（ピンク電話）が備えられた。なお6号室、2号室にも電話が引かれているが、その電話が使用される場面は1回しかなかった。裕作と、そのガールフレンドのこずえと響子の三角関係においてこずえから五代宛てにかかってくる電話をめぐって起こるトラブルを楽しむ悪癖を持つ住人らが取り継ぐなど、携帯電話・スマートフォンが広く普及した現在ではまず考えられないシチュエーションから生ずる数々のすれ違いと誤解、住人たちの干渉などは、物語のための大きな舞台装置となっている。

### 登場人物の特徴
登場人物はそれぞれが際立った個性を持ち合わせている。「非常識のかたまり」とも言える一刻館の住人をはじめとして、アクの強いキャラクターたちが織り成す奇妙でおかしな行動の数々も、物語の重要な要素である。
住人の苗字には、居住する部屋番号と同じ数字が入っている。また、ヒロインの響子の姓は零を意味する「無」を含んでおり、旧姓は千草である。住人以外の三鷹瞬、七尾こずえ、八神いぶき、九条明日菜にも、苗字に数字が入っている。ただし作者いわく、住人の苗字と部屋番号を一致させる点は意識していたが、それ以外の登場人物に関しては偶然とのこと。ファンレターにて、音「無」を零と捉えると登場人物が数字でつながっていると指摘され、初めて気が付いたという（※2017年18号週刊少年サンデー、サンデー非科学研究所）。
際立った個性をもつ典型的なキャラクターを使い、回話ごとにキャラクターを軸に物語を展開させる手法はコメディの正統にあり、主要登場人物のキャラクターの系譜は他の高橋作品にもしばしば登場している。

### 作品のきっかけ
高橋が大学の卒業の目途が立って少しゆとりができて、前の『うる星やつら』の担当者が青年誌に転勤して声を掛けられ、アパートものがしたかったので当時住んでいた中野のアパートの裏にあった学生寮らしい建物のたたずまいと雰囲気のみを舞台に引いた。オリジナルキャラクターで、豊かではないが底辺でもない当時の人々の生活の人間模様で喜劇を描いてみた。当初は恋愛作品の予定ではなかったという。初期には浪人の五代を一刻館の住人がからかうストーリーが多かったが次第に恋愛中心のストーリーになっていった。この下宿は1980年の春に取り壊され、連載を決めたときにはすでに建物はなかった。

## 登場人物

### 一刻館の住人
五代 裕作（ごだい ゆうさく）
声 - 二又一成、渡辺久美子（幼少期）、櫻井孝宏（CRめぞん一刻版）
本作の主人公。一刻館5号室の住人。善良で心優しいが、押しが弱く優柔不断、トラブルに巻き込まれやすい。
概歴
血液型はA型。両親は健在で故郷で定食屋を営んでいる。高校卒業後、浪人生として上京し、一刻館に入居する。当初は一刻館の非常識な他の入居者に馴染めず、頻繁に転居を決意しては断念する日々であったが、管理人として赴任した音無響子に一目惚れして住み続けるようになった。1年間の浪人生活を経て三流私立大学に合格。大学では教育学部に在籍し、響子の母校である高校で国語科の教育実習を行ったが教職に就く意思はなく、就職活動は全て一般企業であった。大学を卒業するが、就職内定していた企業が倒産してしまったために就職浪人することになる。「しいの実保育園」でアルバイトを始め、その経験から保父（現在で言う保育士）を目指すようになる。なお、アニメでは就職浪人しておらず、原作とは大学4年目から1年ほどタイムラグが生じている。人員削減で保育園のアルバイトを解雇された後は、キャバレーにて宣伝部部員（呼び込み）や福利厚生部長（ホステス達の子供の世話係）として働く。2年近く専門学校に通って保育士免許を取得した後、欠員がでた「しいの実保育園」に保育士として正式に採用され、響子に求婚、結婚し翌春に長女・春香をもうける。
人物・エピソード
善良であるが意思が弱く流されやすい性格のため、要らぬ苦労を背負い込み、トラブルに巻き込まれることが多い。
大学の合格発表 までフルネームで公表されておらず、響子は「五代浪人」が本名だと思っていた。金魚すくいが得意で小さいころは「お祭り裕ちゃん」と呼ばれていた。高校時代はラグビー部に所属。五代の住む5号室は部屋の荷物が一番少ないという理由で一刻館の住人たちが集まる宴会場にされることが多く、試験勉強中などは、度々住人に邪魔されたりからかわれたりしていた。朱美と四谷曰く、五代は「一刻館の玩具」。また、響子が高校生時代の制服を着たことから始まったコスプレ宴会では、後述の花枝に促される形ながら高校時代の学ランを着て参加していた（原作第51話・アニメ第37話）。
手先が器用で、大学1年秋に成り行き上所属した人形劇サークル（入部当初を除き全くサークルには顔を出さなかった）では人形を、キャバレーではホステスの子供達のために積み木等の玩具を作ったりもした。物語当初は喫煙する描写があるが、途中から無くなる。アニメ版では響子のために禁煙したと発言している。
妄想癖があり、響子のことを考えるたびに妄想してはしばしば壁や電柱などに頭から突っ込んでいく。響子に対しては「管理人さん」と呼んだり「響子さん」と呼んだりしていたが、響子と結ばれてからは「管理人さん」とは呼ばなくなり、最終話で挙式後は「響子」と呼ぶようになった。
作者の高橋留美子は五代がいつまでも童貞でいるのは「正しくない」という考えを持っていて、五代が独りで北海道旅行に行くエピソードで旅先で出会った大口小夏を初体験の相手にしようとしていたが、編集部から「五代君は純潔を貫かなければならない」と猛反対され、この構想を断念した。その後、五代の初体験は、坂本のおごりでソープランドに連れて行かれた話で曖昧に描かれた。響子が五代に対して好きであることをなかなかはっきり言わなかったために五代は響子の愛情を確信できず、終盤（原作第149話から第150話）にて破局寸前のトラブルに見舞うところで、響子に「あなたしか抱きたくないんです」と告白し、ラブホテルに入ってベッドインしながらも前夫の惣一郎が気になって失敗してしまうが、その後（原作第152話）、管理人室で響子と改めて話をし、結ばれて一夜を共にした。その後も、響子の心奥深くに残っている「惣一郎」に対し素直に「正直言って妬ましい」と惣一郎の墓前で心中を吐露する（原作第160話）が、それすらも「響子の一部」として捉え丸ごと受け止める決意をする。
同姓ということから、鹿児島県薩摩川内市の酒造メーカー「山元酒造」が製造する焼酎「さつま五代」（由来は所在地の「五代町」から）の広告に絵が使用されていたことがある。

音無 響子（おとなし きょうこ）
声 - 島本須美、 ゆきのさつき（CRめぞん一刻版）
本作のヒロイン。原作第133話で「秋には27になります」と響子本人が語っている。若くて美人、スタイル抜群。1980年の秋、本作の舞台となるアパート「一刻館」に住み込みの管理人として赴任する。その美貌に五代は一目で虜になり、常に気になるマドンナ的な存在となる。後に未亡人であり、五代より2歳年上であることが分かる。通称「管理人さん」。キャラクターのモデルは女優の夏目雅子。また、原作者の高橋留美子は性格が自身に一番近いキャラクターとして音無響子を挙げている。音が無いのに響く子というのはサイモンとガーファンクルの「サウンド・オブ・サイレンス」と同じ構造の矛盾語法であり、本人の矛盾した行動を象徴している。
概歴
女子高である私立桜ヶ丘高校（アニメ53話より）の出身で、テニス部に所属していた。講師として赴任してきた音無惣一郎と出会い、高校卒業後の1979年親の猛反対を押し切って惣一郎と結婚する。しかし、結婚して半年足らずの翌年1980年の春に惣一郎は亡くなってしまう。失意のどん底にあった響子だが、惣一郎の父・音無老人の取り計らいでアパート「一刻館」に住み込みの管理人としてやってくる。拾ってきたペットの犬も当初は「シロ」の名で呼ばれていたが、夫の死後「惣一郎さん」という名前で接している。音無老人や母親は響子に再婚を勧めて（実父は再婚に反対）いたが、響子は気持ちの整理が付けられず、音無の姓を名乗り続けていた。「非常識のかたまり」の一刻館の住民や周囲の人々との触れあいや生活は、少しずつ響子に笑顔を取り戻させ、失意と喪失感に覆われていた心を和らげていった。五代については一刻館に赴任した当初から出来の悪い弟の面倒を見るように世話を焼いていた。そんなある晩、五代が酔った勢いで響子を好きだと叫んだことから五代の自分への想いを初めて知り、異性として意識し始める。テニスクラブのコーチ・三鷹瞬からもアプローチを受け両者の間で揺れ動きながらも、五代の心根の優しさや厚意に絆され、次第に心惹かれて行く。しかし響子は、五代への恋慕の情は亡き夫への想いを「嘘になってしまいそうで…」と自問自答し、自分の気持ちに戸惑いを感じていた。そのため五代の気持ちを受け入れることにも躊躇していた。ある出来事から三鷹は他の女性と婚約し、五代とも決定的な破局寸前にまで至る騒動が立て続けに起こった。それらの誤解が解けた時、自分の気持ちに素直に向き合い、結ばれて一晩を共にするに至った。五代の就職後、プロポーズを受け、再婚を決意し準備を進めるも惣一郎の思い出の品を前に悩む姿もあった。そんな姿を五代も見ており、その心に棲んでいる惣一郎の存在も否定せず受け入れてくれた五代に「あなたに会えて本当に良かった」と感謝していた。結婚後、翌春に長女・春香を出産する。
人物・エピソード
「音無」は結婚後の苗字で、旧姓は「千草（ちぐさ）」。幼少時は父親が転勤族であったため各地を転々としていた。普段は穏やかでいつも微笑みを絶やさない。基本的に明るく快活で優しい性格の反面、非常にヤキモチ焼きで世間知らずであり、思い込みも激しい。また、親譲りの鈍感な面もあり、三鷹の犬恐怖症に最後まで気付かなかったり、五代の「響子さんの作ったみそ汁が飲みたい」という遠回しの求婚を文字通りに解し、味噌汁を用意するなど、天然ぶりを発揮することもしばしば。
自分が五代や三鷹に求められている存在であると自覚している。しかし、両者に対してはっきりした態度を取らず「ぬるま湯」の状態の逃避をするも、五代や三鷹が他の女性と仲良くしているのを見聞きしただけで、真意を確認せぬまま自分の中で勝手な解釈をし、独りよがりに不機嫌になり、キツく当たっていた。
特に五代に対しては、女友達から日に何度も電話があるだけで嫉妬し、それに応対している五代の言動を目にするのも耐えられず、それまで管理人室で取り次いでいた黒電話とは別に「アパートの住人用」との名目でピンク電話を設置してしまったほどである。こずえとのデートに出かける際は「ネクタイを直してあげる」と称して首を絞めたり、いぶきと腕を組んで仲よさそうに学校へ向かう姿を見送る際には笑顔のまま掃除用の竹ぼうきをへし折るなどもした。しかし、雰囲気が高まると自ら五代にキスしようとするような思わせぶりな仕草を見せたり（実際にハプニングも含めて数回キスしているが、響子の側からのキスの方が多い）、一刻館の住人の中で五代の帰宅時間だけは曜日ごとに把握して庭先で出迎えるなど、五代に好意を持っていた。ただ、前述のような理由から直接「好き」と言葉ではなかなか言えなかった。ようやく言えたのは終盤近く、一刻館の管理人室で五代と結ばれた（原作第152話）時に初めて「ずっと前から好きだった」ことを告白したが、作中で響子が五代に対して愛情を直接言葉で表現したのはこの一度きりである。前夫の惣一郎を亡くしたことは（特に物語の序盤では）響子の心の奥底で深い傷になっており、五代のプロポーズを受け入れる時（原作第158話）も「1日でいいから自分より長生きして…。一人ではもう生きていけそうにないから」とその胸のうちを吐露し、五代も決して響子を一人にしないことを約束した。
自動車運転免許の所有者である。海水浴に出かけた際、三鷹が体調不良から運転できなくなった際には帰路の運転を買って出たが、教習所卒業以来運転をしたことがないペーパードライバー であり、ハンドルを握ると性格がいつにも増して強気になる上に、緊張から周囲に気を配る余裕がなくなり、同乗していた三鷹と五代が顔面蒼白で引きつるほど荒々しい運転をした。また、一刻館の雨漏りを直すために屋根に上がって応急処置の大工仕事をしたり、停電したときには「簡単な電気工事なら多少の心得がある」と修理をするなど、意外な一面を垣間見せている。
他にも鏡台を購入して、何か着て鏡に写してみようと衣装ケースを探してみると、自身の母校の制服（ブレザー）を見つけ、試着したところで、裕作や後述の花枝や四谷、朱美に見つかってさながらコスプレ宴会に突入してしまったこともあり、帰宅した賢太郎に呆れられたこともある（原作第51話、アニメ37話）。
「ヒヨコのエプロン（胸に“PIYO PIYO”の文字と、ヒヨコのイラスト入り。ベースカラーは主に黄色。）」 と、「竹ぼうき」が、響子のトレードマークであり、代名詞的存在となっている。五代が一刻館から出入りするときは特に、時間帯ににかかわらず玄関前を掃除していることが多い。竹ぼうきで掃く音で響子の機嫌の善し悪しがうかがい知れることも少なくない（上述のようにいぶきと五代が腕を組みながら学校へ行った際には竹ぼうきをへし折ったことすらある）。五代にセクハラ（例：屋根から落ちそうになって五代に救われた時に胸を触られた、スカートをめくられた）を受けた時などに本気で怒り、平手打ちを食らわせたことも数多い（原作・アニメ第2話など）。逆に五代からは、こずえ絡みの件で喧嘩後、屋根の修理をしていた際落ちそうになったものの意地を張り、助けを求めなかったことに対し激怒され頬を張られた。数年後、再びこずえ絡みでいざこざがあり、例によって五代の話を聞かずに口汚く罵倒した響子を諌めるために頬を優しく叩かれた。
また、劇場版完結編にて一の瀬花枝から結婚祝に手製のエプロンをもらうシーンがあり、こちらは「ニワトリのエプロン（胸に“KOKE KOKE”の文字と、ニワトリのイラスト入り）」となっている。
同じ小学館の漫画『鉄子の旅』で、「横見の妄想」シーンにゲストで登場。これは作者の菊池直恵に高橋が協力して、特別に描き下ろしたものである。
アニメ版放送当時に、キャラクターとしての人気も手伝って、音無響子名義で楽曲がリリースされている。

一の瀬 花枝（いちのせ はなえ）
声 - 青木和代
一刻館1号室の住人。詮索好きで世話好きのいわゆる典型的なおばさんだが、騒動好き・酒好き・宴会好きの三拍子も加わるという豪快な婦人。しょっちゅう昼間から酒を飲んでおり、宴会が盛り上がると両手に扇子を持って踊り、アニメでは「チャカポコ踊り」と称している。北海道出身（原作第24話「リンクに賭けろ！」・スケートの話での「道産子だもーん」というセリフより）。
高校生の頃から現在と同じ酒樽体型で、高校時代のセーラー服を今でも着ることができ、前述の響子の制服着用から始まったコスプレ宴会でもセーラー服を着て興じていた（原作第51話・アニメ第37話）。
五代と響子の関係を家族のような目で見守りつつも大変面白がり、常に事態を面白くさせようと行動するため、彼女の言動が元凶となった誤解は数知れない。近所の主婦に誘われ響子とともにテニスクラブに入会したが、仲間内でおしゃべりにいそしむほうが多く、肝心のテニスの練習は皆無に等しくルールも全く把握していないなど、普段からちゃらんぽらんさが目立つ人物だが、年長者であるためか、時に響子や裕作に有効なアドバイスをするなど、いざと言うときは頼れる人物でもある。

一の瀬氏（いちのせし）
声 - 矢田稔
一の瀬花枝の夫。気弱で存在感が薄い。普通に朝出勤、夜帰宅の毎日を過ごしており、後ろ姿や片隅ながら早くから度々登場していたものの、住人たちとの生活時間帯が合わず、管理人の響子でさえ就任以来3年近く彼の存在に気づかなかった。勤め先が倒産して無職になり初めて住人たちにその存在を知られるようになった。無職になったエピソードの後、賢太郎の運動会など主役の話もあったものの、その後は登場することはほとんど無かった。一の瀬家は一刻館では唯一家族で暮らしていて、花枝とは社内結婚である。花枝と肩を並べるほどの酒豪。馴れ初めは、会社の宴会で花枝から飲み比べで勝ったら結婚してやると暗に求婚されたが、失恋の自棄酒で酒が進んだことと花枝が故意に負けたことで、結婚することとなった。原作では「一の瀬氏」「一の瀬のおじさん」と呼ばれ名前の設定は明らかにされなかった。
一の瀬 賢太郎（いちのせ けんたろう）
声 - 坂本千夏
一の瀬夫婦の一人息子で小学生。終盤に中学生に進学。響子を含む一刻館の住人では最も常識人であり、大人びた子供である。響子の義理の姪である郁子に好意を寄せるが、郁子の側は賢太郎の気持ちに気づいておらず、あまり相手にしてもらえなかった。原作では中盤以降は全く登場しなくなり、その後は最終話にのみ姿を見せた。最終話では郁子とともに五代と響子の結婚式で受付を担当しており、この時は学生服（設定では高校生になっている）を着ており郁子とも会うが、母譲りの背の低さをからかわれ相変わらず気持ちは伝わっていない。
テレビアニメ版では二階堂望が登場しないため、本来なら二階堂の役回りとなる部分（アパートに戻れなくなったと誤解した五代を匿う羽目になる、など）が賢太郎に回るなどして、登場する出番は継続していた。
二階堂 望（にかいどう のぞみ）
声 - 堀川亮
一刻館2号室の住人。大学生。連載の後半の1984年4月から登場。作者によると「みんなが空気読んで黙っちゃうところで無神経な一言を言う役割」を与えたキャラクター。五代とは別の大学に現役で合格したのを機に高級マンションの「立国館」に入居する予定が、手違いで一刻館にやってきた。最初は一刻館をオンボロアパートと見下していたが、響子を気に入りそのまま大学卒業まで住むこととなる。大工仕事が趣味。実家は裕福らしく、過干渉気味の母親に甘やかされて育っており他人の気持ちに疎く、場の空気を察するということができない。しかしマザコンではなく、母親の過干渉を内心疎ましく思っており、気楽に一人暮らしができる現状を楽しんでいる。一刻館一のヘビースモーカーであり、くわえたばこで歩く。入居した当時から未成年ながらタバコや酒を嗜んでいた。転入直後に一通りの住人達との騒動（五代を巻き込んだ四谷との対立、こずえや三鷹とのやりとりなど）以降は登場機会が少なく、漫画では入居後に100回近い宴会が確認できるが参加したのは10回に満たないなど一刻館の住人でありながら端役で、物語の本筋にはほとんど絡まなかった。テレビアニメ版では一切登場しておらず、原作者の高橋も本作の連載終了後の少年サンデーグラフィック誌上で「二階堂は（あまり活躍させられなくて）かわいそうだった」という趣旨のことを述懐している。最終的には大学卒業まで一刻館に住み続け、響子と五代の結婚式にも参加している。卒業後は実家のある茨城県で就職し自宅通勤となったため、相変わらずの母親の過干渉に内心辟易し、一刻館での暮らしを懐かしく感じている。なお、劇場版と英語版では「にかいどう のぞむ」だが、スピリッツ掲載の原作では「にかいどう のぞみ」である。
コンピューターゲーム版では、禁煙パイポの臭いが嫌いという設定になっておりアイテムのパイポを使用するとプレイヤー（五代）の前から退散していった。
三越 善三郎（みつこし ぜんざぶろう）
声 - 堀勝之祐
テレビアニメ版のオリジナルキャラクター。50・51話で一時的に一刻館3号室の住人となる。一刻館を地上げする目的で来たが、最終的には何もせず、住民に真意を気付かれることなく去っていった。なお、原作では3号室は一度も住人が住み着くことはなく、愛好家らからは「開かずの3号室」と呼ばれたがアニメ版では八神が一刻館に居座った時に五代が一時的に住んだことがあった。四谷に、「新しいものが生まれる時、古いものが消えてゆく。消えてゆくのは仕方のないことかもしれませんが、消えたものを忘れてしまってはいけないんじゃないか。そう思います」と語った。
四谷（よつや）
声 - 千葉繁
一刻館4号室の住人で、五代の隣人。下の名前は不明。高橋の漫画作品「ダストスパート!!」の登場人物である背古井唯安の外見が流用されたキャラクター。他の住人からは「四谷さん」三鷹などからは「四谷氏」と呼ばれている。五代が一刻館に入居したその日に、4号室と5号室の間の壁に穴を開けてしまい、そこから何かと五代の私生活に干渉する。一刻館が全面的な修理が行われた時に、壁はきちんと塞がれた（本人は塞がれることを酷く嫌がっており阻止するために五代のかなりキワドイ秘密まで暴露した。）が、こずえが5号室に来た際にまた開けられた。誰に対しても丁寧な言葉遣いで話すが、その態度は慇懃無礼（いんぎんぶれい）そのもので、五代など自分よりも弱そうな相手をおちょくることを何よりの趣味にしている模様。普段はスーツ姿または在宅用の着物姿だが、虚無僧の袈裟（原作第51話・アニメ第37話）も所有するほか、温泉旅行や裕作の実家（アニメ版のみ・第95話）にもスーツ姿で出かけている。八神ら女子高生が来るときと、五代の結婚式の披露宴の時は、タキシードを着用していた。冬季は外出時に帽子とトレンチコートを羽織る。
五代、響子、三鷹、二階堂などは職業など何をしているのか疑問を懐き、尾行・調査をしたこともあったが四谷に気付かれており、単にあちこち振り回されただけで結局なにも分からなかった（三鷹や五代、二階堂に関しては本人に見つかりタカられた）。ときどき帰省と称して数日間留守にするが帰省先も全く不明。趣味はのぞき、特技はたかり。年齢・職業・経歴などは一切不明という、変人ぞろいの一刻館の住人の中でも一際目立つ存在であり、結局何者なのか明かされることはないまま、本作の連載は終了した。四谷の部屋の内部が確認できるのは原作、アニメ共に1回（八神が四谷に家庭教師を頼みこみ、心配した五代と響子が五号室の穴から四号室に入り込んだとき）のみであった。他にはアニメ版第31話で1度だけ五代が四谷が不在の間に5号室の穴の内部を覗いたことがある（その時五代が見たのは狭いコンクリートでできた細長い部屋であり、鏡や歯ブラシなどはあったもののとても部屋と呼べるようなものではなかったため戦慄していた）。アニメ版44話では、本人に瓜二つの祖父、叔父がかつて一刻館に居住していたという設定で四谷家のアルバムも登場し「一刻館の歴史は四谷家の歴史」と語った。
六本木 朱美（ろっぽんぎ あけみ）
声 - 三田ゆう子
一刻館6号室の住人。同じ町内にある一刻館の面々の行きつけのスナック「茶々丸」に勤務している。
一刻館の中ではスケスケのベビードールとパンティーという裸同然とも言える、煽情的な格好で徘徊する（ただし、冬場はその上にドテラを着込んでいることが多い。）が、住人たちは慣れっこになってしまっている。他にもキャバレー仲間から譲ってもらった看護婦の制服も所有しており、それを着て前述の響子の制服着用から始まったコスプレ宴会に興じたこともある（原作第51話・アニメ37話）。
酒好きで種類も銘柄もこだわりなく飲む。勤務中はもとより勤務外でも客と酒を飲むなどかなりの大酒飲みな性格。原作やアニメでは、しばしば煙草を吸うシーンがある。
言葉遣いは荒いが、時おり響子や五代にずばり本質を突いた一言をかけて、背中を押してやるような姐御肌の世話好きな面もある。物語終盤では五代と響子を破局寸前まで追い込む騒動の原因ともなるが、その関係の修復にも寄与している。作中では「朱美さん」か「朱美ちゃん」としか呼ばれず、原作後期の第104話にて自分で名乗るまで、苗字は明かされていなかった。最終回で、茶々丸のマスターに求婚され、マスターと婚姻後（最終回で、一刻館のメンバーへの差し入れのセリフで、亭主の文字にマスターとルビ振りがされている）茶々丸の店舗2階に移り住むようになった。
原作では年齢不明だが、劇場アニメ版「完結篇」で二階堂に「朱美さん今年（1987年）30歳でしたっけ？」と言われて怒るものの否定していない。

### 響子と五代に関わる人々
惣一郎（犬♂）（そういちろう）
声 - 千葉繁
響子の愛犬であり飼い犬。年齢不明。響子の亡夫・惣一郎が帰宅途中に買った焼き鳥に釣られてついて来て、そのまま音無家に居ついてしまった元・野良犬で、風采の上がらない雑種の白犬（賢太郎曰く「白くてじじむさい犬」）。惣一郎は「シロ」と名付けたがその名で呼ばれてもほとんど反応せず、響子が「惣一郎さん」と夫を呼ぶたびに反応していたことから、夫の死後はその名を受け継いだ。惣一郎の名前を聴くたびに五代は、最大の恋敵である響子の亡き夫を思い出すこととなる。焼き鳥が好物のようで、後に通行人の持つ焼き鳥のにおいにつられて一週間行方不明になったりした。
三鷹 瞬（みたか しゅん）
声 - 神谷明
東京都出身（原作では否定せず、アニメでは肯定していた）、1955年生まれ。
響子や一の瀬ら、近隣の住人が多く通うテニスクラブのコーチ。主婦の参加が多いクラスを主に受け持っており、他に女子大にも出向いてコーチをしている。1986年春の時点で31歳(「あぶない夜」より）。白い歯が爽やかに輝く笑顔が自信と余裕を表している。また両親、妹（写真のみの登場、物語中盤で結婚）、叔父も笑顔と共に歯が輝く。
容姿端麗、スポーツ万能（ただしアイススケートは当初全く滑れなかった）。一流大学卒（一の瀬ら主婦たちの情報）。家賃20万程度の高級マンションに独り暮らし、実家も資産家。料理の腕前は恋敵の五代もうまいと認めざるを得ないほど。性格は明るく快活で闊達。社交的で気遣いも細やか、女性にもてるという典型的なライバルキャラ。
自身が資産家の御曹司であること自慢などはしないが、「お金では愛は買えないが、お金があった方が愛は潤う」とお金があることに対して響子に吐露していた。
女性に対しては特に紳士的で、自然に手を握ったり肩を抱いたりと手馴れており、キザな所作も様になる。響子へのアプローチも実に堂々としていて自信に溢れている。あからさまに響子を特別扱いする時もあるが、老若男女問わず誰に対しても紳士的な対応ができる。ライバルの五代に対してすら、やや邪険に扱うことはあっても除け者にしたりはせず、五代が風邪をひいた時にはお粥を作るなど面倒見が良い。響子の過去（夫との死別による失意など）も承知しており、全てを包み込む意思を示している。響子に対してはほとんど「音無さん」と姓で呼んでいた。
原作では愛車が日産・シルビア(3代目 S110型)だが、アニメではトヨタ自動車がスポンサーになったためトヨタ・ソアラに変更された。
非の打ちどころがない強力な五代の恋敵であるが、響子は三鷹の強引なまでのアプローチに対して穏便にかわそうとすることが多い。しかし、それに負けじとさらに押してくる三鷹を響子も断り切れず、二人で出掛けることも度々あった。響子をスマートにエスコートし大切に扱う誠実さ、時に強引にも見える行動力で自分をただの異性の友人ではなく、何れは恋人として認めさせる自信が三鷹にはあった。ただ、（本人曰く）唯一の弱点であり障害とも言えるのが、幼児体験から来る極度の「犬恐怖症」。周囲には隠しているが、犬種問わず鳴き声を聞いただけで鳥肌、近付かれるだけで顔色が悪くなり、ひきつけを起こし卒倒寸前になるほど。しかしなぜか犬に好かれる傾向があり、擦り寄られることが多い。響子の愛犬・惣一郎も三鷹を気に入っており、顔を舐め回すほど懐いている。その姿を見た響子は三鷹の犬恐怖症に気付かずにいた（同様に後述の明日菜の愛犬にも懐かれたことから、明日菜にも“三鷹は犬好き”と誤解される）。物語後半で犬恐怖症のためにひどい誤解を受けた三鷹は、ついに意を決し自ら犬を飼っての特訓をして恐怖症を克服するが、皮肉なことに自分の愛犬の行動から生じた誤解（明日菜の愛犬と結ばれたこと）が元で響子への想いを諦めざるを得ない状況となった。後にその誤解が解けたため、響子に再びアプローチをするのかと五代は警戒していたが、愛犬の騒動から明日菜と交際・その後結婚となったことにより潔く響子を諦め、五代の恋を応援した。
明日菜との結婚後も五代や響子との交流は続き、二人を祝福し、励ます言葉をかけるなど成熟した紳士の態度を一貫している。
最終回においては明日菜との間に双子の女児が生まれており、さらに3人目ももうけている。
七尾 こずえ（ななお こずえ）
声 - 冨永みーな
五代のガールフレンド。独特の無邪気さや積極性でエピソードのきっかけを作ることが多い。人の話を最後まできちんと聞かずころころ話題を変える。作者は「大切なことを(相手に)言わせない術は描いてて楽しかった。マイペースで可愛い普通の女の子を意識していました」と言っている。五代より1歳年下で違う大学に通っており、一軒家の自宅に両親と小学生の弟・葉介の4人家族で住んでいる。ショートカットが似合う小柄な女性。近眼であり、登場前はメガネをかけていた。
酒屋でのアルバイトを通じて五代と知り合った。そのアルバイト代でコンタクトレンズを購入し着用していたため、メガネをかけていたこずえの印象しかなかった五代は街で声を掛けられても、すぐに彼女と気づかなかった。この再会をきっかけに、五代へ積極的にアプローチを開始する。五代にネクタイを着用させ、自分で買ってきたメロンを手土産として持たせ、不意打ちで自宅に連れて行き家族に紹介するなど、ちょっとした策略家でもある。その後、五代は週に何度か七尾家で夕食を食べる時期もあった。なお、父親はこずえの弟曰く「射撃の名人」で、娘を泣かすような男は撃ち殺すと豪語していた。
それなりに長い期間五代のガールフレンドとして付き合っていたが、五代にとっては響子が常に本命だったこともあり、キスも肉体関係も求められることはなかった。ときおりこずえの方からキスを求めることがあっても五代は響子の反応を気にして応えず、逆に五代が「キスくらいなら」と考えた時にはこずえがその気なし、とすれ違っていた（原作第143話「戸惑いロマンス」にて、五代に目を閉じさせておいてこずえからキスをしたのが最初で最後のキスである）。
独特のペースを持ち、周囲の人間はその雰囲気を容易には崩すことができない。早い段階から五代がこずえに別れ話を切り出そうとする場面があったが、隣の席のカップルが別れ話を始めたため話題が差し替わってしまい、そのため五代も言い出せずにあやふやな関係が続いた。
大学を卒業後は父親のコネで銀行に就職。しばらくして、思いがけず同僚から求婚される（アニメ版では高校の先輩）。そのことを知って、定職のある相手を選ぶことをこずえに勧める同僚の女子行員に対して、「五代さんには私がいないと」と自分に言い聞かせるように語った。物語終盤、こずえの早合点から複数の大騒動が起きる。五代がついに意を決して「他に好きな人がいる」と別れ話を切り出したが、こずえも既に同僚からの求婚を受け入れたと告白。お互いが別の人に目を向けていたことを「おあいこ」として円満に別れることとなった。その後、同僚と結婚（アニメ版では、広田姓となる）。最終話では、名古屋に転居し幸せな新婚生活を送っている姿が描かれた。結局、こずえは五代が好きな人は誰だったのかを知らないまま別れた。
八神 いぶき（やがみ いぶき）
声 - 渕崎有里子
原作87話、アニメ53話より登場。1967年4月生まれ。血液型はAB型。作者が「響子と惣一郎の思い出をリンクさせるのが主目的」で登場させたキャラクター。五代が響子の母校へ教育実習に行った際、受け持ったクラスの委員長で1984年当時高校2年生。担任教諭は響子の担任でもあった。学校では若い男性教員のワイシャツに手の平に塗った絵の具でハートマークを付ける伝統的悪戯があり、五代のワイシャツの背中にハートマークを付けた（響子は学生時代に惣一郎のワイシャツにハートマークを付けようとしたが、結局付けられなかった）。美少女で成績もよくトップクラスだが決して優等生タイプではない。勝気な性格と行動力は自他共に認めるところである。アニメ版では弓道部に属している。当初は見向きもしなかった五代に、ある誤解から恋をし、一刻館にたびたび押しかけては騒動を巻き起こす怖いもの知らず。五代の教育実習の満了で八神は恋が冷めたと感じたものの、別れ際に自然と涙が出てきてしまったことから、まだ恋心が残っているのだ…と思い、五代に再びアタックを開始する。父親に似て思い込みが激しい性格が随所に見受けられるが、実際に行動に移してしまう積極性は響子にとっては脅威であった。
就職活動に苦しむ五代を見かねて、たまたま五代が入社を希望していた大手商社の人事部長を務める父に五代の採用を独断で要望するが、娘を溺愛している父親は五代を「就職に娘を利用しようとする狡賢い男」と誤解してしまい、逆に不利に追い込むこととなった。しかし、結局は八神の一刻館籠城作戦により、五代は八神の父親から孫会社への紹介状をもらい就職を決めることができたが、この会社「霞商会」は、入社直前に倒産してしまう（アニメ版では捷商会、倒産後再度八神の父親から2回目の斡旋を受けるが五代がコネ入社を断り、その場にいた坂本が八神の父に頼み込んで紹介状を譲ってもらっている）。
一刻館を訪れた時に、五代が響子を好きなことはもちろん、響子も五代に好意を持っていることをすぐに見抜いた。その後は響子をライバル視して対抗意識を燃やす。八神に猛烈にアタックされる五代に対し、響子が嫉妬しながらも五代を好きだと認めようとしないことに八神は強い苛立ちと不満を抱いていたが、ある時、響子の本音である「嘘になってしまいそう」を聞いた。しかし、その意味が理解できなかったが、担任から「五代への想いを認めることは亡き夫への想いを否定することになってしまうからだ」と聞かされる。響子の複雑な想いを知るとともに、今までの響子に対する言動を少し反省する。響子を元気づけてやろうと一刻館まで出向き、叱咤激励の意を込めて「弱虫!」と、擦れ違いざまに何度も叫び、同時に自分の戒めにもしている。
最終話の後日談では、女子大生となったものの、まだ五代を忘れられないでいる様子が描かれた。
また、アニメの劇場版「完結編」では、女子大に進学している設定となり、偶然にも五代と響子の結婚式前夜に、自らの二十歳の誕生日のお祝いと称して一刻舘に押しかける。しかし五代と響子との結婚は知らされておらず驚愕とするも、響子と二人きりで話し合うなどで五代との関係に区切りをつけることになった。
五代 春香（ごだい はるか）
最終話に登場。五代と響子の間に生まれた愛娘。桜の季節に誕生。

### 音無響子の縁者
音無 惣一郎（おとなし そういちろう）
声 - 田中秀幸
響子の亡夫。響子より10歳ほど年上（「配達された一枚の葉書」より）。下戸である。響子の通っていた女子高の地学の非常勤講師（響子とこずえの会話で「講師のバイトしてたんです」とある）をしていた。響子が高校を卒業した後に結婚。しかし結婚して半年も経たない桜の季節に突然亡くなってしまった（死因は明らかにされていない）。
ストーリー開始時点ですでに故人であり、その姿は常にシルエットの描写でなされ、人格の表象である顔を意図的に隠すことで物語に強い輪郭を与えている。これは、音無家を訪問した五代が仏前の遺影をのぞき見ようとしたら額が壊れていて表情が分からない、高校の卒業アルバムの写真で確認しようとしたらインクで汚れていて判明できず、などといったコメディにまで昇華されるほど徹底しており、結局、結婚直前に響子の惣一郎との結婚写真を見るまで五代は一度も顔を見る機会がなかった（その際も読者には見えないように描かれていており、彼の本当の顔は最後まで読者に紹介されることはなかった）。最終回前のエピソードで彼の遺品が登場するが、懐中時計や丸縁のメガネを使っていた（常時着用していたかは不明）ことが分かる。一般的にはうだつの上がらない良く食べる人物と述懐されるが、彼の存在は物語において大きな意味を持ち、五代の最大かつ最強の恋敵である。妙法寺にある音無家累代之墓に眠っており、墓前が物語にたびたび登場する。響子が墓前で思っていたのは当初は惣一郎への想いだったが、次第に自分の思いを話すようになり、五代と結婚が決まってからは「五代と会えて良かった」とまで話すようになった。「会えて良かった」は、本作品が人情ドラマからラブストーリーに転進した時点で最終話として構想していたと後日談として作者は述べている。
名前の由来は連載誌スピリッツの担当編集者だった鈴木総一郎からと言われているが、鈴木本人は「これは全くの偶然です（笑）」と話している。
音無惣一郎の父
声 - 槐柳二
名は不明。アニメでは音無老人と呼ばれている。響子の義父で、惣一郎亡き今でも響子は「お義父さん（おとうさん）」と呼んでいる。穏やかな老人で、響子が未亡人となってしまったことを気にかけており、早く惣一郎を忘れ再婚するように勧めている。一刻館の大家で、入居契約や契約更新もその役目であるようだ。響子の母校である女子高の理事でもあり、それゆえ惣一郎が講師として教鞭をとることにもなり、五代の教育実習先にもなった。腰を痛めているために、出歩くときに孫の郁子を伴うことがある。
郁子（いくこ）
声 - 荘真由美
惣一郎の姪。明るく元気な性格で、響子を「おばさま」と慕い、五代を「おにいちゃん」と慕っている。響子の情報を聞き出すために五代が郁子に強くアプローチをしたことをきっかけとして、郁子の強い要望で中学の3年間五代が家庭教師をした。賢太郎の初恋の相手だが、郁子本人はその好意に気づいていない（原作最終話で賢太郎の背の低さを郁子がからかうシーンがある）。五代が響子を好きなことは察しており、五代との勉強中にちょくちょく響子の話をしては五代の注意をそらしてからかっていた。原作では姓が「音無」かどうか確定できないが、テレビアニメ版ではテキストに「音無郁子」の記名が確認できるシーンがある。連載開始時は12歳という設定で、1984年度に高校に入学している。五代の貧窮を救うために再び家庭教師をと考えたが、五代の学力では高校生の家庭教師は無理だと断念した。五代と響子の結婚披露宴では、賢太郎とともに受付係をした。
郁子の母
声 - 峰あつ子
惣一郎の実姉あるいは義姉。音無老人や響子への言葉遣いや、惣一郎を呼び捨てにしていることから音無老人の実子、惣一郎の実姉と考えられるが確定していない。
千草 律子（ちぐさ りつこ）
声 - 松島みのり
響子の実母で、夫ともに都内のマンションに在住。家の中では夫より発言力があり、主導権を握っている。なかなかの策略家で、響子の音無家からの離籍や再婚に執念を燃やしていた。度を超したその行動から、物語当初は惣一郎への想いを忘れないでいる響子から絶縁された状態にあった。しかし、響子の幸せを思えばこそであることがその後の展開で分かる。当初は三鷹と（結婚相手として好条件のため）早く再婚させようと画策していたが、後に響子の気持ちが五代にあることを知ると、温かく見守るようになった。五代とは彼の学生時代から面識があったが、興味がないため名前を覚えようとせず、五代がたびたび名前をアピールする描写が繰り返されていた。これも響子の気持ちに気づいて以降は解消されている。
響子の父
声 - 富田耕生
響子の実父で名は不明。一人娘の響子を溺愛しており、サングラスにマスク姿で一刻館前に張り込んだり尾行したりして、変質者と間違われることが何度かあった。響子と音無家との縁を切らせて新たな人生を歩ませたい、という点では妻の律子と同意見だが、再婚には反対。できれば響子をずっと手元に置いておきたいと思っている。年の差があった惣一郎との結婚にも大反対し、駆け落ち同然での結婚となる原因となった。響子の子供時代を思い出しては泣く。響子の再婚に反対するのも、惣一郎を亡くしたことで響子が味わった悲しみや涙をもう経験させたくないという一心からである。五代の響子へのプロポーズは父の前で行われ（酔いつぶれた父を五代が背負っていたが、プロポーズの時には寝たふりをしてしっかり聞いており、プロポーズの言葉が本当かどうか五代に念押ししている）、二度と愛する者を失いたくないとして、五代に自分より長生きすることを約束させて響子はプロポーズを受け入れた。この時の二人のやりとりから父も五代の誠実さを知り、結婚を認める気になった。なお、父は子供の頃の響子を背負いながら「将来は響子のお婿さんにおんぶしてもらおうかな」と発言しており、このプロポーズの場面でそれが実現していた。転勤で引越しすることが多く、響子も度々転校していたと話している。
上荻先生（かみおぎ せんせい）
声 - 沢田敏子
八神の担任で響子の恩師。原作では姓名不詳。五代が教育実習をしたときの指導教官も務めたが、五代が授業中に八神に質問されてペースを乱されたり、八神と腕を組んで登校したりしたため五代には説教ばかりしていた。響子のことを「五代を好きなくせにそれを必死に隠して往生際が悪い」と言う八神に対し、「亡き夫を本当に愛していて『本当のこと』が世の中に一つしかないと思い込むタイプの響子にとっては、新たな恋愛は亡夫への思いが嘘だったのかと苦しめることとなってしまうのでは」と、響子の性格を知る恩師ならではの洞察をみせる。アニメではかなり訛った口調で話す。

### 五代裕作の縁者
五代 ゆかり（ごだい ゆかり）
声 - 京田尚子
裕作の祖母。働く両親の代わりに裕作を育てた。矍鑠（かくしゃく）としており、上京時にはディスコにも繰り出すほど。一刻館の住人たちの酒盛りのペースについていけるほど酒に強く、泳ぎも得意（自称「若いころは浜の女王」だが、裕作曰く「スルメ」）。毎年自分で梅酒を造っている。三鷹に負けじと歯が光る。新潟弁を話す。一人称は「オレ」たまに「ワシ」という場合もある。アニメ版では一刻館にたびたび遊びに来ていた。五代との結婚が決まって実家を訪れた響子に、自分が若い頃に夫からもらった指輪を託した。また、劇場版アニメ（完結編）では、響子宛に五代を託す旨の手紙を送った。
五代の家族
祖母・ゆかりのほか、定食屋（屋号は「定食 五代」）を営んでいる両親がいる。後に姉とその夫・正一が脱サラし、店を手伝っている。姉夫婦の娘の名前は、みっちゃん。
五代 晶（ごだい あきら）
裕作の従妹。幼少の頃は色黒でボーイッシュで、回想に登場した際は読者視点には男児であるように描かれていた。その頃に裕作とは結婚する約束をしたが、本人は忘れているようである。裕作の骨折による入院したエピソードで登場した時は、成長して美少女になっていた。世話をしに登場したが、それは駆け落ちのカムフラージュだった。最終話で結婚式にも登場している。テレビアニメ版には一切登場しない。

### その他
マスター
声 - 若本紀昭
スナック「茶々丸」のマスター。茶々丸の2階が住まい。作中の数少ない常識人だが、草野球の賭け試合ではかなり必死だった。家出中で苦労している五代が一刻館に戻れるよう、響子の誤解を解くなど、大変親切な面を持つ。既婚者だったが、最終話で長年の別居の末離婚したことを朱美に伝え、彼女と結婚する。
九条 明日菜（くじょう あすな）
声 - 鶴ひろみ
原作101話、アニメ57話から登場。白百合女子大（ワイド版以降では「白バラ女子大」となっている）卒業。大の愛犬家であり、大型犬3匹・小型犬3匹、合計6匹の飼い犬を自分の弟や妹と呼び、可愛がっている。愛犬にはサラダ、フォアグラ、テリーヌ、ポトフ、ストロガノフなど食べ物の名前を付けている（ドーベルマン1匹だけ名前不明）。三鷹瞬が三鷹家繁栄の政略結婚として見合いさせられた相手で、旧華族の令嬢。世間知らずで性格はおとなしく引っ込み思案だが、芯はしっかりして決意を曲げることはない。見合いで一度会っただけの三鷹に、飼い犬が懐いたというだけで本気で思いを寄せ、三鷹が響子にアプローチしていることを知っても身を引くようなことはしなかった。三鷹に振られそうになった時は失意のあまり倒れ、出家して生涯結婚しないと言い出し三鷹を困惑させた。もの凄く声が小さく、これを表すため原作では吹き出しの活字がいつも小さい。三鷹に「赤ちゃんができた」と伝え、三鷹から求婚される。しかし、赤ちゃんというのは三鷹の犬（マッケンロー）と九条の犬（サラダ）の間にできた仔犬のことであった。のちに誤解は解けるものの、自身の写真を見ただけで笑顔の影に隠した本心を看破した明日菜に、彼女への認識を改めた三鷹は改めて生涯を共にする事を決め、明日菜と結婚する。双子の女児（前掛けにはそれぞれMEIとMOEと刺繍が入っていて、三鷹同様に歯が光る）をもうけ、3人目を身ごもる。
坂本（さかもと）
声 - 古川登志夫
五代の悪友で下の名前は不明。同じ予備校から同じ大学に進学した同期。大学卒業後は（テレビアニメ版では陽炎産業に就職）しょっちゅう無断欠勤するスチャラカ社員となっている。お調子者で不真面目だが、誤解から三鷹と響子が付き合っていると思いこみショックを受けた五代が、坂本の家に転がり込んだとき、理由を聞かずに何日も泊めるなど友情に篤い面もある。バイト先の保育園を人員整理で辞めさせられて無職の五代にキャバレーの仕事を斡旋し（五代は広告関係だと思って受け入れたが、実際はキャバレーの宣伝部＝呼び込みだった）、終盤の物語に大きな影響を与えている。また、大学卒業後に五代をトルコ(ソープランド)「くりぃむめろん」に連れて行った。予備校・大学時代は五代・坂本・小林（メガネをかけた友人）の3人でつるんでいることが多かった。真野響子のファン（アニメでは、音無響子への憧れ）で、飼っている白猫を「響子」と名付けていた。
飯岡（いいおか）
声 - 富山敬
五代のアルバイト先のキャバレーバニーのマネージャー。原作では名前がなかったが、アニメ版で「飯岡」という名前が付いた。坂本の高校時代の先輩であり、その縁で仕事にあぶれていた五代がキャバレーで働くようになる。強面の外見や言葉遣いに似合わず常識的かつ親身な人物で、物事の本質を突く洞察力もあり、五代をどぎまぎさせることが多い。五代の保育士資格の受験にも協力的で、合格したときには手放しで喜んだ。
黒木 小夜子（くろき さよこ）
声 - 島津冴子（テレビアニメ）、榊原良子（劇場版）
五代の大学の同級生。人形劇クラブに五代を誘う。卒業後「しいの実保育園」に勤務。就職にあぶれた五代をこの保育園のバイトに誘い、彼が天職に出会うきっかけを作ることになる。最終的に五代が「しいの実保育園」に本就職できたのも、園長先生がぎっくり腰になったのに加えて、黒木のおかげである。一見クールな印象で、かなりさばけた性格である。人形劇クラブの「ブチョー」と結婚する。
早乙女（さおとめ）
声 - 大竹宏
五代が大学時代に所属した人形劇クラブの部長で、通称ブチョー。ひらがなの「ぶちょー」は五代裕作で、書き分けられている。五代や黒木の先輩。いかつい顔の大男だが、心優しく子ども好き。卒業後は保育園勤務となり、学生時代から長く恋人同士だった黒木と結婚する。プロポーズはラーメン屋で行われた。原作では名前は一度も出てこなかった。
マッケンロー（犬♂）
三鷹が犬恐怖症克服のために飼い始めたポメラニアン。雄。飼い主に似て歯が光る。明日菜の愛犬・サラダとの出会いが三鷹と明日菜の結婚のきっかけを作る。名前のモデルは漫画連載当時、全盛を誇ったテニスプレイヤーのジョン・マッケンロー。
サラダ（犬♀）
明日菜の愛犬のうちの1匹で、ポメラニアン。三鷹の飼い犬のマッケンローと出会って一目惚れしてついて行く。サラダの妊娠報告を明日菜自身の妊娠報告と三鷹は誤解し（響子との関係を気に病んで泥酔した三鷹が、たまたま彼の部屋に来訪していた明日菜と、一晩を共にすごしてしまう事件があった）、三鷹は明日菜との結婚を決意することとなった。
劇場版完結編ではマッケンローとサラダの間に生まれた三つ子、シュガー・ジンジャー・ペッパー（由来はうる星やつらに登場する三人組から）が紹介される。

## 一刻館
東京近郊の時計坂という町にある木造2階建ての建物で、本作の主な舞台。この建物には時計塔があり、そこから一刻館という名前がつけられた。建物としては大変古く、床板がよく壊れ白アリが住み着いたりしていた。なお、テレビアニメ版では「大正時代から存在する古いアパート」として築70年となっている。アニメ版では上棟式の写真が音無家に保管されている。何度も倒壊する危機を迎えたが最終話まで壊れることなく持ちこたえた。
一度だけ時計台の鐘が鳴った事がある（原作第4話・テレビアニメ版第3話）。またテレビアニメ版では、屋根裏に昭和15年3月13日に記された壁書きや戦時中の古い写真、当時の物品などが描写されており、戦時中の空襲を免れたことが設定されている建物である。
一刻館での主な行事として、一刻館メンバーによる宴会がある。主な宴会場所は五代の部屋である5号室。入居祝いの場合はその入居者の部屋で、水道修繕祝いの場合は水道前の廊下など様々なお祝い事にかこつけると、そのお祝いに関する場所でやることも多い。毎年のクリスマスでも、スナック茶々丸で一刻館メンバーなどで行われている。
全6室の他、管理人室（八畳）、トイレ(各階1カ所の2カ所)、時計小屋があり、1階は六畳＋四畳半、2階は六畳一間である。ただし、アニメ版では1階専有部分は六畳一間のみである。浴室設備はない。屋根の時計台は壊れているため、常に10時25分を指しているが、まれに別の時間を指していることもある。なお、アニメ版では構造がやや異なり、時計台の文字盤がローマ数字だったり、玄関の石段の数や形が異なる、消火器などが設置されている。
原作では建物全体が長方形に描写されているにもかかわらず、1階・2階の間取りが大きく異なることや、管理人室にむかう通路の長さと管理人室の大きさとの不均衡など設定上でのアンバランスさが見られる。アニメでは2階の通路を不自然なほど広くとることや建物全体のリバランスなど（管理人室は母屋からはみ出した構造になっている）で対処している。
入居者についての詳細は#登場人物を参照。各部屋の入居者は以下の通りで、名前に数字が入っている。なお、管理人室は0号室とみなす。
- 管理人室：音無響子→空室？（引退騒動）→響子→空室？（家出）→響子→五代、響子、春香
- 1号室：一の瀬一家
- 2号室：空室→二階堂望→空室（テレビアニメ版では終始空室）
- 3号室：空室（テレビアニメ版では一時的に三越善三郎が入居）
- 4号室：四谷
- 5号室：五代裕作→空室（家出）→五代→空室（管理人室に移る）
- 6号室：六本木朱美→空室

本作のタイトルは、「めぞん」（maison、フランス語で家・住宅・館の意味）+「一刻」の混種語である。

## 書誌情報

### 単行本
- 高橋留美子 『めぞん一刻』 小学館〈ビッグコミックス〉、全15巻
  1. 1982年5月1日発行、ISBN 4-09-180451-9
  2. 1982年7月1日発行、ISBN 4-09-180452-7
  3. 1983年5月1日発行、ISBN 4-09-180453-5
  4. 1983年6月1日発行、ISBN 4-09-180454-3
  5. 1984年1月1日発行、ISBN 4-09-180455-1
  6. 1984年6月1日発行、ISBN 4-09-180456-X
  7. 1984年9月1日発行、ISBN 4-09-180457-8
  8. 1985年2月1日発行、ISBN 4-09-180458-6
  9. 1985年9月1日発行、ISBN 4-09-180459-4
  10. 1986年5月1日発行、ISBN 4-09-180460-8
  11. 1986年7月1日発行、ISBN 4-09-180891-3
  12. 1986年10月1日発行、ISBN 4-09-180892-1
  13. 1987年2月1日発行、ISBN 4-09-180893-X
  14. 1987年6月1日発行、ISBN 4-09-180894-8
  15. 1987年7月1日発行、ISBN 4-09-180895-6

### ワイド版
- 高橋留美子 『めぞん一刻』 小学館〈ビッグコミックスワイド版〉、全10巻
  1. 1992年9月1日発行、ISBN 4-09-183801-4
  2. 1992年10月1日発行、ISBN 4-09-183802-2
  3. 1992年11月1日発行、ISBN 4-09-183803-0
  4. 1992年12月1日発行、ISBN 4-09-183804-9
  5. 1993年1月1日発行、ISBN 4-09-183805-7
  6. 1993年2月1日発行、ISBN 4-09-183806-5
  7. 1993年3月1日発行、ISBN 4-09-183807-3
  8. 1993年4月1日発行、ISBN 4-09-183808-1
  9. 1993年5月1日発行、ISBN 4-09-183809-X
  10. 1993年6月1日発行、ISBN 4-09-183810-3
- 高橋留美子 『めぞん一刻』 小学館〈My First WIDE〉、全6巻
  1. 2002年3月発行、ISBN 4-09-162121-X
  2. 2002年3月発行、ISBN 4-09-162122-8
  3. 2002年4月発行、ISBN 4-09-162123-6
  4. 2002年4月発行、ISBN 4-09-162124-4
  5. 2002年5月発行、ISBN 4-09-162126-0
  6. 2002年5月発行、ISBN 4-09-162127-9

### 文庫版
- 高橋留美子 『めぞん一刻』 小学館〈小学館文庫〉、全10巻
  1. 1996年12月5日発売[33]、ISBN 4-09-192171-X
  2. 1996年12月5日発売[34]、ISBN 4-09-192172-8
  3. 1997年1月17日発売[35]、ISBN 4-09-192173-6
  4. 1997年1月17日発売[36]、ISBN 4-09-192174-4
  5. 1997年2月15日発売[37]、ISBN 4-09-192175-2
  6. 1997年2月15日発売[38]、ISBN 4-09-192176-0
  7. 1997年3月15日発売[39]、ISBN 4-09-192177-9
  8. 1997年3月15日発売[40]、ISBN 4-09-192178-7
  9. 1997年4月17日発売[41]、ISBN 4-09-192179-5
  10. 1997年4月17日発売[42]、ISBN 4-09-192180-9

### 新装版
- 高橋留美子 『めぞん一刻』（新装版） 小学館〈ビッグコミックス〉、全15巻
  1. 2007年4月27日発売[43]、ISBN 978-4-09-181265-0
  2. 2007年4月27日発売[44]、ISBN 978-4-09-181266-7
  3. 2007年4月27日発売[45]、ISBN 978-4-09-181267-4
  4. 2007年5月30日発売[46]、ISBN 978-4-09-181268-1
  5. 2007年5月30日発売[47]、ISBN 978-4-09-181269-8
  6. 2007年6月29日発売[48]、ISBN 978-4-09-181270-4
  7. 2007年6月29日発売[49]、ISBN 978-4-09-181272-8
  8. 2007年7月30日発売[50]、ISBN 978-4-09-181273-5
  9. 2007年7月30日発売[51]、ISBN 978-4-09-181274-2
  10. 2007年8月30日発売[52]、ISBN 978-4-09-181275-9
  11. 2007年8月30日発売[53]、ISBN 978-4-09-181276-6
  12. 2007年9月28日発売[54]、ISBN 978-4-09-181277-3
  13. 2007年9月28日発売[55]、ISBN 978-4-09-181278-0
  14. 2007年10月30日発売[56]、ISBN 978-4-09-181279-7
  15. 2007年10月30日発売[57]、ISBN 978-4-09-181280-3

### 関連出版
- 『「想い」めぞん一刻描きおろし複製原画集』小学館、1987年5月、ISBN 978-4-09-199602-2

## ラジオドラマ
1982年11月20日、NHKラジオで単発ラジオドラマ化。
- 音無 響子 - 岡本茉利
- 五代 裕作 - 井上和彦
- 一の瀬 花枝 - 加藤みどり
- 四谷 - 屋良有作
- 六本木 朱美 - 山田栄子
- ナレーション - 滝口順平

## アニメ
同じく高橋留美子原作の『うる星やつら』に続いて本作もアニメ化され、テレビアニメ、OVA、劇場用アニメが製作された。

## 実写版

### 映画
『Apartment Fantasy めぞん一刻』（アパートメント・ファンタジー めぞんいっこく）は、石原真理子が主演の実写映画作品。1986年10月10日に公開された。同時上映は『ア・ホーマンス』（監督・主演：松田優作）。人物構成以外は原作から離れ、独立した一本の作品として制作されたオリジナルストーリーである。原作にあった軽妙さや、高橋留美子独特のコミカルな「間」などはほとんど描かれず、監督である澤井の感性が貫かれた、しっとりとやや暗いイメージの不思議なラブコメディとなっている。
配役は原作のイメージを再現できる俳優を厳選してキャスティングされた。中でも四谷役の伊武雅刀は「はまり役」との呼び声が高く、逆に伊武本人が四谷のモデルなのではとの説も流れたが、原作者の高橋はこれを否定している。ただし、同時期のアニメ雑誌などによれば、高橋は「伊武が四谷のイメージに合致している」旨のコメントを残しているらしい。また、アニメ版で四谷役の声優・千葉繁は、キティフィルムファンクラブのインタビューで「伊武の四谷役の印象が強烈で、彼がやったほうがよいのでは」、と一旦は断ったと語っている。五代を演じた石黒賢は本作が本格的な初主演作である。
配給収入は2.5億円。

#### キャスト（映画）
- 音無響子 - 石原真理子
- 五代裕作 - 石黒賢
- 四谷 - 伊武雅刀
- 六本木朱美 - 宮崎美子
- 一の瀬花枝 - 藤田弓子
- 七尾こずえ - 河合美智子
- 一の瀬賢太郎 - 中垣克麻
- 男 - 田中邦衛
- 女 - 萬田久子
- 刑事 - 草薙幸二郎
- 和尚 - 大滝秀治
- 音無の父 - 有島一郎
- 惣一郎（犬） - アンジェラ (犬)
- 茶々丸マスター - 深見博

#### スタッフ（映画）
- 製作 - 多賀英典
- プロデューサー - 伊地智啓、小島吉広
- 監督 - 澤井信一郎
- 脚本 - 田中陽造
- 音楽 - 久石譲
- 撮影 - 仙元誠三
- 照明 - 渡辺三雄
- 美術 - 桑名忠之
- 録音 - 宮本久幸
- 編集 - 西東清明
- 助監督 - 藤沢勇夫、鹿島勤、大津是
- 製作主任 - 大塚泰之
- 振付 - 三浦亨
- 作画 - 野口竜
- MA - にっかつスタジオセンター
- 現像 - 東映化学
- 製作 - 東映、キティ・フィルム
- 配給 - 東映

#### 主題歌（映画）
「アローン・アゲイン」/「ゲット・ダウン」
作詞・作曲・歌 - ギルバート・オサリバン
両楽曲は映画公開と同時期に放送されていたテレビアニメの主題歌としても一度だけ使用された。更に、「アローン・アゲイン」は27話にて挿入歌としても使用された。

### テレビドラマ
伊東美咲の主演で、初のテレビドラマ版が制作された。五代裕作役は、芸能活動をしていない一般男性を条件にオーディション選考され、中林大樹に決定した。
時代設定は原作の雰囲気に合わせ、1983年からはじまる。ドラマのプロローグとエピローグ部分には、現代となる2007年に五代が娘の春香を連れて一刻館が取り壊された跡地の公園で当時の思い出を語る、と言うシーンが描かれている。
各種設定が原作および以前の作品と異なるように変更されている。響子が管理人として一刻館にやってきたのが1983年、五代が1963年5月4日生まれ、一の瀬花枝が1946年11月3日生まれ（保証人：父 - 一の瀬政三・夕張市在住）。六本木朱美が1956年6月6日生まれ（保証人：兄 - 六本木健）。
2007年の放送分では、話は完結しておらず次回に含みを持たせた終わり方であったが、続編となる完結編が2008年7月26日に放送された。なお、七尾こずえ役は榮倉奈々から南明奈に交代した。

#### キャスト（テレビドラマ）
- 音無 響子 - 伊東美咲
- 五代 裕作 - 中林大樹
- 一の瀬 花枝 - 岸本加世子
- 四谷 - 岸部一徳
- 六本木 朱美 - 高橋由美子
- 五代 ゆかり - 菅井きん
- 三鷹 瞬 - 沢村一樹
- 音無老人 - 細川俊之
- 坂本 - 橋爪遼
- 七尾 こずえ - 榮倉奈々（浪人編）、南明奈（完結編）
- 五代 春香 - 森迫永依
- 茶々丸のマスター - 柳沢慎吾
- 黒木 小夜子 - 前田愛
- 裕作の父 - 宇崎竜童
- 裕作の母 - 浅野温子
- 大学職員 - 蛭子能収
- 担当者 - 徳井優、デビット伊東
- キャバレー店長 - 藤原喜明
- 裕作の姉 - 石橋奈美
- 裕作の義兄 - 山本浩司
- 一の瀬さんの夫 - 志賀廣太郎
- 一の瀬 賢太郎 - 中曽根康太、新堀蓮、松川真之介

#### スタッフ（テレビドラマ）
- 脚本：岡田惠和
- 監督：本木克英（浪人編）、赤羽博（完結編）
- 音楽：周防義和
- 選曲：石井和之
- 企画協力：小学館・ビッグコミックスピリッツ
- VFX・CG・技術協力：オムニバス・ジャパン
- 制作統括：早河洋
- チーフプロデューサー：五十嵐文郎
- プロデューサー：内山聖子、岡田寧
- 制作：テレビ朝日、東北新社クリエイツ

#### 主題歌（テレビドラマ）
「守ってあげたい」
作詞・作曲・歌 - 松任谷由実 / 編曲 - 松任谷正隆

#### 放送局
- 第一回「浪人編」
  - テレビ朝日系列全24局 - 2007年5月12日放送。『土曜ワイド劇場』枠内で放送
  - 福井放送（日本テレビ系列・テレビ朝日系列のクロスネット局） - 2007年10月21日放送
  - 山陰放送（TBS系列） - 2007年8月15日放送
- 第二回「完結編」
  - テレビ朝日系列全24局 - 2008年7月26日放送。『土曜ワイド劇場』枠内で放送
  - 山梨放送（日本テレビ系列） - 2008年12月31日放送。

※視聴率は「浪人編」12.1%、「完結編」8.0%（関東地区・ビデオリサーチ社調べ）

## ゲーム作品

### コンピューターゲーム
めぞん一刻
1986年7月マイクロキャビンより発売。MSX2：DISK
めぞん一刻 〜想いでのフォトグラフ〜
1986年12月10日、マイクロキャビンより発売。PC-9801シリーズ、PC-8801シリーズ、FM77/AV、X1シリーズ、PCエンジン、MSX2版が順次発売。アドベンチャーゲーム。
原作の序盤を元にしたゲームオリジナルストーリー。プレイヤーは五代を演じて、響子の機嫌を取り、住人たちの妨害をはねのけ、管理人室を何度か訪れながら、このゲームが要求するあるものを探って手に入れるのが目的。響子がひた隠しているというある秘密を探る、というのが最終目的である。しかし、何も知らずに始めると、その目的が全く分からない。しかも四谷の機嫌が悪いと五代が死ぬという展開もある。原作の五代同様、アパートや街をうろうろしたり、金欠に困ったりといった行動をプレイヤーは繰り返す。セーブはトイレで行なう。トイレでは下着姿の響子を見られるという裏技もあった。
響子のハートをつかむことに成功したエンディング後、収支報告が表示される。しかし普通にプレイするとまずマイナス（借金）になる厳しい展開で、この金運のなさは原作どおりである。さらに郁子のケーキや祖母のお小遣いをたかりまくり一切借金しないようにプレイすることも可能だが、報告書に表示される収支は「-1円」である。
『うる星やつら』のラムに似たスーパーの店員（話しかけると「だっちゃ」の口癖がときおり出る）が登場したり、特定の日時に一刻館に帰ると、アニメ版に登場しない二階堂と会話ができるなど細かい演出がある。
めぞん一刻
1988年7月27日、ボーステックより発売。ファミリーコンピュータ用ソフト。アドベンチャーゲーム、上記のPC-9801シリーズ版の移植作。内容は上記とほぼ同じ。
めぞん一刻完結篇 〜さよなら、そして……〜
1988年5月28日、マイクロキャビンより発売。PC-9801シリーズ、MSX2<ロムカセット><FD>、PC-8800シリーズ<FD>、FM77AV<FD>他。アドベンチャーゲーム。
原作の終盤と映画版完結編のストーリーに沿ったゲームとなっている。X68000版は、シナリオ・グラフィック・BGMなどに一部差異があり、セリフの一部は響子役の島本須美の声が用いられている。
めぞん一刻 〜想いでのフォトグラフ〜／めぞん一刻完結篇 〜さよなら、そして……〜
1997年、マイクロキャビンより発売。Windows 95。アドベンチャーゲーム、上記2作の移植作、定価30000円で3000個限定販売。
パソコン版の「想いで〜」と「完結篇」の2作を、Windows用にリメイクしたもの。ディスクは通常のCD-ROM用ケースに入れられ、木製・オルゴール付の特製ケースに収められている。

### ボードゲーム
めぞん一刻～恋のルーレット
めぞん一刻～一刻館の昼と夜
いずれも1980年代中頃にツクダホビーより発売。マルチプレイヤーゲーム。

### パチンコ・パチスロ
パチンコは平和、パチスロはオリンピアから発売。他の高橋留美子原作作品のパチンコ・パチスロにもいえる事だが、声優はテレビアニメ版とは別となっている。
パチンコ
- CRめぞん一刻（2010年）
- CRめぞん一刻～桜の下で～（2012年）
- CRめぞん一刻～好きなのに～（2014年）
- CRめぞん一刻～約束～（2017年）

パチスロ
- めぞん一刻（2006年）
- めぞん一刻〜あなたに会えて、本当によかった〜（2009年）
- めぞん一刻～夏色の風と～（2012年）
- めぞん一刻〜桜の下で〜（2016年）

### アーケードゲーム
- 三国志大戦
- Ver3.59にて、音無響子がモデルであるEX大喬が登場。通り名は「魂の管理人」、計略名も「会えてよかった」など、原作を意識した内容になっている。

## その他

### 広告
- 日本たばこ協会の喫煙マナー普及啓発活動キャンペーンにキャラクターが起用された[61][62]。